# Ippa meyricki
Ippa meyricki är en fjärilsart som beskrevs av László Anthony Gozmány och Lajos Vári. Ippa meyricki ingår i släktet Ippa och familjen äkta malar. Inga underarter finns listade i Catalogue of Life.